# Кашка-Терек (Джалал-Абадская область)
Кашка-Терек (кирг. Кашка-Терек) — село в Сузакском районе Джалал-Абадской области Кыргызстана. Входит в состав Кыз-Кёльского айылного аймака.

## География
Село расположено в юго-восточной части области, на правом берегу реки Кёгарт, на расстоянии приблизительно 31 километра (по прямой) к северо-востоку от села Сузак, административного центра района. Абсолютная высота — 1113 метров над уровнем моря.

## Население
Согласно оценочным данным Национального статистического комитета Кыргызской Республики, численность населения села на начало 2023 года составляла 1455 человек.
| год     | 2009 | 2014 | 2015 | 2020 | 2021 | 2023 |
| ------- | ---- | ---- | ---- | ---- | ---- | ---- |
| человек | 1158 | 1107 | 837  | 898  | 1150 | 1455 |